# Nesopachyiulus ibericus
Nesopachyiulus ibericus är en mångfotingart som först beskrevs av Ceuca 1971.  Nesopachyiulus ibericus ingår i släktet Nesopachyiulus och familjen kejsardubbelfotingar. Inga underarter finns listade i Catalogue of Life.